# Гасымов, Алман Фарман оглы
Алман Фарман оглы Гасымов (азерб. Əlman Fərman oğlu Qasımov; 15 августа 1937, Исмаиллинский район — 1998, Баку) — советский азербайджанский строитель, Герой Социалистического Труда (1981).

## Биография
Родился 15 августа 1937 года в селе Аган Исмаиллинского района Азербайджанской ССР, там же прошло детство Алмана. Воспитывала сына мать одна, отец погиб на фронтах Великой Отечественной войны.
С 1959 года машинист камнерезной машины цеха №12 Карадагского комбината строительных материалов, город Баку.
В первые годы работы молодой машинист начал тщательно изучать структуру камнерезной машины, овладевал ее секретами и регулярно проводил опыты по увеличению производительности своей работы и позже достиг первой высокой отметки, дав 120 процентов дневной нормы за смену. В 1973 году Гасымов завершил разработку своей технологии установки машины и резания камня, с помощью которой камнерезная машина увеличила свою производительность на 0,9 процентов, в этом же году Алман Гасымов, рискуя, решил одновременно управлять сразу двумя камнерезными установками, однако позже это дало высокие результаты производительности труда. По итогам IX пятилетки (1971—1975) Гасымов машиной нарезал вместо 2,7 миллионов 4 миллиона строительных блоков, пятилетка была выполнена за 3 года и 2 месяца. В июне 1976 году Алман Гасымов выполнил план 1976 года, а уже в декабре этого же года выполнил план 1977 года, перевыполнив план на 661 тысячу строительных блоков, чего хватило бы на постройку 10 пятиэтажных жилых домов. За каждую смену Алман Гасымов давал выработку дневной нормы на 180 процентов. По итогам X пятилетки (1976—1980) машинист выполнил два пятилетних плана, один пятилетний план выполнил за 2,5 года, дополнительно произвел 1 миллион 100 тысяч строительных блоков и увеличил качество камня с 65—70 до 80 процентов (в XI пятилетке этот показатель был увеличен до 90%). Не прекратил продуктивно работать Алман Гасымов и в годы XI пятилетки (1981-1985), он установил всесоюзный рекорд по производительности на машине-камнерезе, выполнив 3 пятилетних плана за 1981—1985 года, ежемесячно на машине Гасымова производилось более 165 тысяч строительных блоков, чего хватило бы на застройку многочисленных микрорайонов.
С 1976 года в комбинате строительных материалов была открыта школа опыта Алмана Гасымова, где машинист поделился своими навыками с другими молодыми машинистами, впоследствии в комбинате увеличивалось и достигло 20 человек количество машинистов, работающих одновременно на двух камнерезных машинах, среди учеников Гасымова были и передовые рабочие — Гюльбала Магеррамов, нарезавший ежемесячно 145 тысяч блоков, Искендер Мусаев, Музаффар Керимов и Мизаим Гасанов, нарезавшие по 135 тысяч блоков.
Указом Президиума Верховного Совета СССР от 19 марта 1981 года за выдающиеся успехи, достигнутые в выполнении заданий десятой пятилетки и социалистических обязательств Гасымову Алман Фарман оглы присвоено звание Героя Социалистического Труда с вручением ордена Ленина и золотой медали «Серп и Молот».
Активно участвовал в общественной жизни Азербайджана. Член КПСС с 1970 года. Делегат XXVI съезда КПСС.
Скончался в 1998 году в городе Баку.